# Кубок Макса Ауснита 2024
2-й выпуск  Кубка Макса Ауснита — шоссейной однодневной велогонки по дорогам Румынии. Гонка прошла 4 августа 2024 года в рамках Европейского тура UCI 2024 (категория 1.2). Победу одержал украинский велогонщик Кирило Царенко.

## Участники
| UCI ProTeam- Corratec-Vini Fantini UCI Continental Teams (7)- Astana Qazaqstan Development Team - Epronex-Hungary Cycling Team - Vino SKO Team - Team Skyline - Team Felt Felbermayr - MENtoRISE MLMsuperstars - Team Novak Национальная сборная- Румыния Любительские, клубные или региональные команды (8)- Levski-Nessebar Regional Team - Karcag Cycling - Bialini Gomola CCN - TTS.coach / Spica Solutions - ARBÖ Radteam Feld Am See - Lotus Team - UVT-Devron West Cycling Team - Vointa Cluj-Napoca |
| |

## Маршрут
Трасса в 155 километров прошла в окрестностях города Лугожа.

## Ход гонки
Украинский гонщик Кирило Царенко из Corratec Vini Fantini, победивший в этом году Гран-при Санта Рита, одержал победу, опередив Алессандро Ромеле из Astana Qazaqstan Development и Майкла Кукрлера из команды Felt-Felbermayr.

## Результаты
| \| Генеральная классификация \| Генеральная классификация \| Генеральная классификация \| Генеральная классификация \| Генеральная классификация \| \| Гонщик \| Гонщик \| Команда \| Время \| \| \| ------------------------- \| ------------------------- \| --------------------------------- \| ------------------------- \| ------------------------- \| \| 1-й \| Kyrylo Tsarenko \| Team Corratec-Vini Fantini \| 3ч 34' 17 \| \| \| 2-й \| Alessandro Romele \| Astana Qazaqstan Development Team \| + 0 \| \| \| 3-й \| Михаэль Кукрле \| Felt Felbermayr \| + 0 \| \| |                   |                                   |           |
| |                   |                                   |           |
| Источник: ProCyclingStats |                   |                                   |           |
| Генеральная классификация |                   |                                   |           |
| Гонщик | Гонщик            | Команда                           | Время     |
| 1-й | Kyrylo Tsarenko   | Team Corratec-Vini Fantini        | 3ч 34' 17 |
| 2-й | Alessandro Romele | Astana Qazaqstan Development Team | + 0       |
| 3-й | Михаэль Кукрле    | Felt Felbermayr                   | + 0       |